# Luigi di Borbone-Vendôme (1612-1669)
Luigi di Borbone-Vendôme (Parigi, ottobre 1612 – Aix-en-Provence, 12 agosto 1669) fu duca di Mercœur, nel 1665 quinto duca di Vendôme, duca di Étampes e conte di Penthièvre.

## Biografia

### I primi anni e la carriera militare
Figlio di Cesare di Borbone-Vendôme e di Francesca di Lorena.
Nel 1630, assieme al fratello duca di Beaufort ed al re Luigi XIII compì un viaggio in Savoia, sviluppando quel forte legame con la corte reale francese che gli sarebbe divenuto particolarmente utile negli anni successivi. Arruolatosi come volontario nella Guerra dei trent'anni venne gravemente ferito all'assedio di Arras del 1640. Terminato il conflitto, nel periodo della Fronda rimase associato alla fazione realista. Nel 1649 si propose durante il conflitto di istituire un reggimento di cavalleria a proprie spese ed ottenne successivamente il comando dell'esercito del vicereame di Catalogna per poi divenire governatore della Provenza nel 1652 per poi passare dal 1656 al comando dell'esercito francese in Lombardia.

### Cardinale di Santa Romana Chiesa
Dopo la morte della moglie nel 1657, si innamorò di Lucrèce Forbin-Soliés, soprannominata la "Belle di Canet", vedova di Henri de Rascas, barone di Canet, comandante delle guardie di Aix-en-Provence. Per questo motivo, ad Aix-en-Provence fece costruire il pavillon Vendôme, per ospitare l'amata che era intenzionato anche a sposare, ma le pressioni che gli pervennero da Luigi XIV lo indussero a rinunciare a quest'idea. Amareggiato, decise di ritirarsi in un convento di cappuccini e fu nominato cardinale diacono da Papa Alessandro VII, che gli assegnò il titolo di Santa Maria in Portico Campitelli. Partecipò al conclave del 1667 che elesse papa Clemente IX e divenne successivamente legato a latere in Francia al battesimo del Delfino di Francia, figlio di Luigi XIV, il 16 gennaio 1668.
Morì ad Aix-en-Provence il 12 agosto 1669 e fu sepolto a Vendôme.

## Matrimonio e figli
Nel 1651 sposò Laura Mancini (Roma, 1636 – Parigi, 1657), nipote del cardinale Mazarino dalla quale ebbe:
- Luigi Giuseppe di Borbone-Vendôme (1654-1712), 6º Duca di Vendôme
- Filippo di Borbone-Vendôme (1655-1727), detto Il priore di Vendôme
- Giulio Cesare (1657-1660)

## Ascendenza
|                                                           |                  |                                     | Genitori                           |  |  | Nonni |  |  | Bisnonni                            |  |  | Trisnonni                         |  |
|                                                           |                  |                                     |                                    |  |  |       |  |  | Antonio di Borbone, Duca di Vendôme |  |  | Carlo di Borbone, Duca di Vendôme |  |
|                                                           |                  |                                     |                                    |  |  |       |  |  | Antonio di Borbone, Duca di Vendôme |  |  | Carlo di Borbone, Duca di Vendôme |  |
|                                                           |                  | Francesca d'Alençon                 |                                    |  |  |       |  |  | Antonio di Borbone, Duca di Vendôme |  |  |                                   |  |
| Enrico IV di Francia                                      |                  |                                     |                                    |  |  |       |  |  | Antonio di Borbone, Duca di Vendôme |  |  |                                   |  |
|                                                           |                  | Giovanna III di Navarra             | Enrico II di Navarra               |  |  |       |  |  |                                     |  |  |                                   |  |
|                                                           |                  | Giovanna III di Navarra             | Enrico II di Navarra               |  |  |       |  |  |                                     |  |  |                                   |  |
|                                                           |                  | Giovanna III di Navarra             | Margherita d'Angoulême             |  |  |       |  |  |                                     |  |  |                                   |  |
| Cesare di Borbone, Duca di Vendôme                        |                  | Giovanna III di Navarra             |                                    |  |  |       |  |  |                                     |  |  |                                   |  |
|                                                           |                  | Antoine d'Estrées                   | Jean d'Estrées                     |  |  |       |  |  |                                     |  |  |                                   |  |
|                                                           |                  | Antoine d'Estrées                   | Jean d'Estrées                     |  |  |       |  |  |                                     |  |  |                                   |  |
|                                                           |                  | Antoine d'Estrées                   | Catherine de Bourbon-Vendôme       |  |  |       |  |  |                                     |  |  |                                   |  |
| Gabrielle d'Estrées                                       |                  | Antoine d'Estrées                   |                                    |  |  |       |  |  |                                     |  |  |                                   |  |
|                                                           |                  | Françoise Babou de La Bourdaisière  | Jean Babou de La Bourdaisère       |  |  |       |  |  |                                     |  |  |                                   |  |
|                                                           |                  | Françoise Babou de La Bourdaisière  | Jean Babou de La Bourdaisère       |  |  |       |  |  |                                     |  |  |                                   |  |
|                                                           |                  | Françoise Babou de La Bourdaisière  | Françoise Robertet                 |  |  |       |  |  |                                     |  |  |                                   |  |
| Luigi di Borbone, Duca di Vendôme                         |                  | Françoise Babou de La Bourdaisière  |                                    |  |  |       |  |  |                                     |  |  |                                   |  |
|                                                           | Nicola di Lorena | Antonio di Lorena                   |                                    |  |  |       |  |  |                                     |  |  |                                   |  |
|                                                           | Nicola di Lorena | Antonio di Lorena                   |                                    |  |  |       |  |  |                                     |  |  |                                   |  |
|                                                           | Nicola di Lorena | Renata di Borbone-Montpensier       |                                    |  |  |       |  |  |                                     |  |  |                                   |  |
| Filippo Emanuele di Lorena                                | Nicola di Lorena |                                     |                                    |  |  |       |  |  |                                     |  |  |                                   |  |
|                                                           |                  | Giovanna di Savoia-Nemours          | Filippo di Savoia, Duca di Nemours |  |  |       |  |  |                                     |  |  |                                   |  |
|                                                           |                  | Giovanna di Savoia-Nemours          | Filippo di Savoia, Duca di Nemours |  |  |       |  |  |                                     |  |  |                                   |  |
|                                                           |                  | Giovanna di Savoia-Nemours          | Carlotta d'Orléans-Longueville     |  |  |       |  |  |                                     |  |  |                                   |  |
| Francesca di Lorena, duchessa di Mercoeur e di Penthièvre |                  | Giovanna di Savoia-Nemours          |                                    |  |  |       |  |  |                                     |  |  |                                   |  |
|                                                           |                  | Sebastiano di Lussemburgo-Martigues | Francesco di Lussemburgo           |  |  |       |  |  |                                     |  |  |                                   |  |
|                                                           |                  | Sebastiano di Lussemburgo-Martigues | Francesco di Lussemburgo           |  |  |       |  |  |                                     |  |  |                                   |  |
|                                                           |                  | Sebastiano di Lussemburgo-Martigues | Charlotte de Brosse                |  |  |       |  |  |                                     |  |  |                                   |  |
| Maria di Lussemburgo                                      |                  | Sebastiano di Lussemburgo-Martigues |                                    |  |  |       |  |  |                                     |  |  |                                   |  |
|                                                           |                  | Marie de Beaucaire                  | …                                  |  |  |       |  |  |                                     |  |  |                                   |  |
|                                                           |                  | Marie de Beaucaire                  | …                                  |  |  |       |  |  |                                     |  |  |                                   |  |
|                                                           |                  | Marie de Beaucaire                  | …                                  |  |  |       |  |  |                                     |  |  |                                   |  |
|                                                           |                  | Marie de Beaucaire                  |                                    |  |  |       |  |  |                                     |  |  |                                   |  |